# Веста

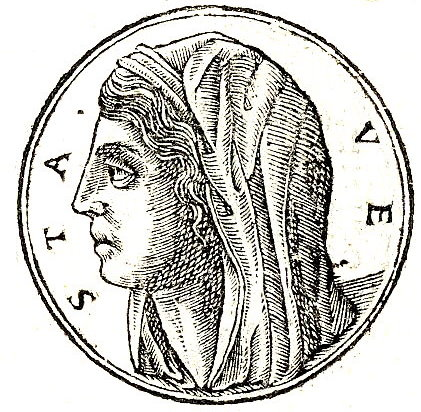
Веста. Гравюра епохи Відродження

Ве́ста (лат. Vesta) — римська богиня домашнього вогнища й родинного життя, жіноча персоніфікація вогню. У греко-римському пантеоні відповідає грецькій богині Гестії. На додаток до вшанування ларів та пенатів, у кожній римській господі щодня поклонялись Весті.

## Веста у міфах
Міфологічний образ Вести загалом повторює образ Гестії. Веста була старшою дочкою Сатурна (Урана чи Кроноса) і Реї (Геї). При народженні її проковтнув батько, але вона була звільнена Юпітером.
Одного разу хтивий Пріап, напівбог полів, побачивши сплячу Весту і думаючи, що його ніхто не бачить, підкрався до неї, бажаючи оволодіти нею. Але віслюк сатира Силена, що знаходився неподалік, обурившись, що Пріап збирається завдати образи такій поважній богині, почав так голосно кричати, що всі мешканці Олімпу прокинулися — і зухвалий напівбог повинен був відмовитися від свого наміру.

## Культ Вести

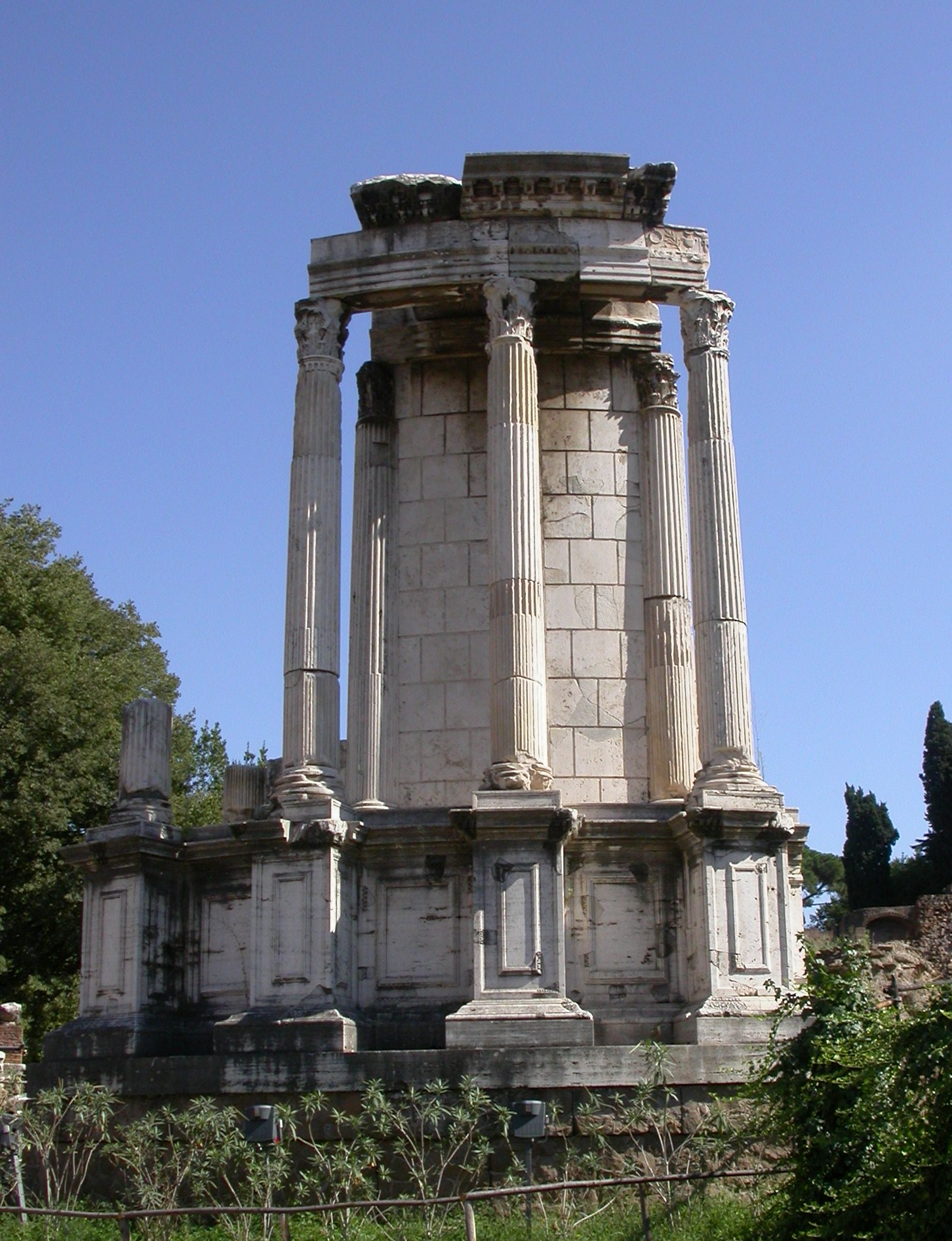
Залишки храму Вести

Веста вважалася богинею, від якої залежить добробут родини і лад в будинку. Її символом було вогнище і часто воно також називалося Вестою як образ богині. З цієї причини кожен дім був її храмом. Катон Старший у II ст. до н. е., радив у своєму «Трактаті про Сільське Господарство» голові родини доглядати домашнє вогнище, тримати його у чистоті, обходити щовечора перед відходом до сну, та на календи, іди та нони прикрашати його вінком із квітів на честь Вести.

Особливо шанувалося вогнище в головному храмі Вести. Храм мав круглу форму та вважався центром Всесвіту. Цей храм, споруджений, згідно з переказом, Нумою Помпілієм, не мав статуї богині, але на вівтарі постійно пломенів вогонь, за яким стежили жриці. Вогонь був живим символом Вести та стійкості римського народу. Овідій писав:
У неї, так само, як у полум'я, немає ні тіла, ні образу, ні зображення.
Священний вогонь поновлювався від концентрування сонячних променів в увігнутому дзеркалі, що робило його не рукотворним, а начебто створеним самою богинею. Церемонія відбувалася щороку 1 березня, а 15 червня храм прибирали та очищали. Все сміття переносили у спеціальний погріб та зачиняли, щоб ніхто не міг увійти до нього. Перша половина цього дня вважалась нещасливою, і навіть жрицям Юнони, богині, що також захищала серце Римської Держави, не дозволялось розчісувати волосся чи обрізати нігті. Натомість друга половина дня вважалась щасливою та хорошим часом для укладання угод, одруження чи інших важливих подій. Римляни вірили, що Рим стоятиме, поки палатиме цей вогонь у храмі, а його згасання віщує велику біду для держави.
Жрицями Вести могли бути тільки незаймані дівчата — весталки, позаяк вогонь був символом чистоти й непорочності. У Весту вірили як непохитно чесну богиню, її іменем скріплювали угоди, таємниці, в її храмі зберігалии тексти заповітів. За довічну клятву зберігати цноту Весті була дарована перевага — їй приносили перші жертви й шанували в храмах усіх богів.
9 червня святкували весталії, під час яких увінчували квітами присвячених Весті віслят. Під час свята римлянки здійснювали босоніж паломництво до храму богині й тут приносили їй жертви. У день цього святкування осли не використовувалися для роботи.